# Georg Friedrich Daumer
Georg Friedrich Daumer (Norimberga, 5 marzo 1800 – Würzburg, 13 dicembre 1875) è stato un filosofo tedesco del XIX secolo.

## Biografia
Georg Friedrich Daumer nacque nel 1800 a Norimberga. Figlio di un mastro artigiano, nel 1817 entrò all'università di Erlangen per studiare teologia, che però abbandonò ben presto per passare allo studio della filosofia. Dal 1822 seguì i corsi di Friedrich Schelling. Nel 1823 iniziò la carriera di insegnante nel Agidiengymnasium, il ginnasio di Norimberga. Ma i conflitti con i suoi superiori e i suoi problemi di salute lo spinsero, tra il 1826 e il 1830, a lasciare la professione.
Nel 1834 sposò Rose Marie Friederike, da cui ebbe una figlia, Ottilie, nel 1844. Ma la vita coniugale sarà difficile per la coppia (problemi finanziari e caratteriali) e per lo più li portò a vivere separatamente.
Nel 1833 pubblicò Philosophie, Religion und Altertum (Filosofia, Religione ed Antichità) in cui affrontava il problema dello scontro tra religione e storia, viste una come fonte di morte e l'altra di vita, ritenendo che occorresse superare il cristianesimo con quella che lui definì la religione della nuova era (Die Religion des neuen Weltalters, 1850). In seguito però si riconciliò col cristianesimo (Meine Konversion, 1859), divenendo cattolico, per poi allontanarsene nuovamente deluso, per le posizioni assunte dal Concilio Vaticano I, e tornare a vagheggiare la panteistica religione del futuro.
Verso il 1840, era divenuto amico di Ludwig Feuerbach ma l'apparizione di Die Religion des neuen Weltalters nel 1850 lo allontanò definitivamente dai pensatori materialisti e progressisti.
Fu anche scrittore e poeta, nel 1837 dedicò alla Madonna la raccolta di Leggende e poesie mariane (Marianische Legenden und Gedichte, 1859). Dalla sua "Polydora" del 1855, una collezione di antichi canti popolari e poesie d'amore di tutti i paesi, Brahms trasse i testi per i suoi Liebeslieder-Walzer. Il compositore - che tanti altri Lieder aveva composto sui suoi versi, sempre prediligendo e difendendo a spada tratta la sua poesia, dagli intenditori giudicata mediocre - andò a fargli visita poco tempo prima che lui morisse. Daumer, però, che evidentemente viveva piuttosto isolato, asserì di non sapere proprio nulla né di lui né della sua musica.
Daumer è noto anche per aver ospitato ed educato il misterioso trovatello Kaspar Hauser, negli anni 1828-1830, e per aver scritto diversi libri su di lui ed il suo caso. Rudolf Steiner considerava Georg Friedrich Daumer un maestro di stampo antroposofico.

## Opere

### Opere sulla religione e la filosofia
- Über den Gang und die Fortschritte unserer geistigen Entwicklung seit der Reformation und über ihren Standpunkt in der gegenwärtigen Zeit. Nürnberg: Riegel und Wießner, 1826, 32 S.
- Urgeschichte des Menschengeistes. Fragment eines Systems speculativer Theologie mit besonderer Beziehung auf die Schelling'sche Lehre von dem Grunde in Gott, Berlin 1827
- Andeutung eines Systems speculativer Philosophie, Nürnberg 1831
- Ist die Cholera Morbus ein Strafgericht Gottes? Sendschreiben an Herrn Pfarrer Kindler zu Nürnberg, 1832
- Philosophie, Religion und Alterthum, 1833
- Über die Entwendung ägyptischen Eigenthums beim Auszug der Israeliten aus Ägypten, 1833
- Polemische Blätter betreffend Christenthum, Bibelglauben und Theologie. Eine Schrift für gebildete Leser aller Stände, 1834
- Züge zu einer neuen Philosophie der Religion und Religionsgeschichte vornehmlich in Beziehung auf die christlichen Ideen der göttlichen Dreieinigkeit, der vorweltlichen Zeugung des Sohnes, des kakodämonischen Princips, des Abfalls von Gott, der Weltschöpfung, der Menschwerdung Gottes, der Erlösung und Versöhnung, des Leidens, Todes, der Auferstehung und Verklärung des Sohnes, des Ausgangs des heil. Geistes von demselben, der Wiederkunft Christi zum tausendjährigen Reich, des Fegefeuers, der Hölle und des Himmels, des jüngsten Tages und Gerichtes und der zukünftigen höheren Welt und auf das Vorhandengewesenseyn und die Symbolik dieser Idee in den Religionen des vorchristlichen Alterthums, 1835
- Entdeckung eines Complots wider Religion und Christenthum. Gemacht durch Eschenmayer's Schrift 'Conflict zwischen Himmel und Hölle an dem Dämon eines besessenen Mädchens beobachtet', 1837 (unter dem Pseudonym Amadeus Ottokar)
- Anti-Satan. Sendschreiben an Professor Eschenmayer betreffend dessen Entgegnung auf die Schrift 'Entdeckung eines Complots wider Religion und Christenthum', 1838 (unter dem Pseudonym Amadeus Ottokar)
- Sabbath, Moloch und Tabu, 1839
- Der Feuer- und Molochdienst der alten Hebräer, 1842
- Der Anthropologismus und Kriticismus der Gegenwart in der Reife seiner Selbstoffenbarung nebst Ideen zur Begründung einer neuen Entwicklung in Religion und Theologie, 1844
- Die Stimme der Wahrheit in den religiösen und confessionellen Kämpfen der Gegenwart, 1845
- Die Geheimnisse des christlichen Alterthums, 1847
- Die Religion des neuen Weltalters, 1850
- Die dreifache Krone Rom's. Versuch einer neuen Beleuchtung und Charakterisierung des römisch-katholischen Priester- und Kirchenthums, namentlich was dessen elementare und principielle Inhaltsbestimmungen und deren vorläufige Begründung und Erscheinung in vorchristlicher Zeit und Welt betrifft, 1859 (Daumer, Georg Friedrich: Die dreifache Krone Rom's. Münster, 1859, sur Deutsches Textarchiv [[(de)]])
- Meine Conversion. Ein Stück Seelen- und Zeitgeschichte, 1859
- Aus der Mansarde. Streitschriften, Kritiken, Studien und Gedichte. Eine Zeitschrift in zwanglosen Heften, 1860–1862
- Blumen und Früchte aus dem Garten christlicher Weltanschauung und Lebensentwicklung, 1863
- Christina mirabilis, das Wundergeschöpf des 12. Jahrhunderts, und der heilige Joseph von Copertino, der Wundermann des 17. Jahrhunderts, als vorläufige Repräsentanten einer neuen, künftigen Menschengattung, Paderborn 1864
- Das Christenthum und sein Urheber. Mit Beziehung auf Renan, Schenkel, Strauss, Bauer, Feuerbach, Ruge, Stirner und die gesammte moderne Negation, 1864
- Aphorismen über Tod und Unsterblichkeit, 1865
- Das Geisterreich in Glauben, Vorstellung, Sage und Wirklichkeit, 1867
- Das Reich des Wundersamen und Geheimnisvollen. Thatsache und Theorie. Mit Veröffentlichung vieler noch unbekannter, aus zuverlässigen Quellen geschöpfter und mit namhaft gemachten Autoritäten versehner Erscheinungen und Beobachtungen, 1872
- Das Wunder. Seine Bedeutung, Wahrheit und Notwendigkeit, den Herren Strauss, Frohschammer, Lang, Renan, Reinkens etc. gegenüber ins Licht gesetzt. Nebst thatsächlichen Belegen aus Geschichte und Überlieferung, 1874
- Max Stirner. Die Entwicklung der deutschen Philosophie nach Hegel als altadamischer Selbstbejahungs- und Selbstenthüllungsprozeß. Verlag Max-Stirner-Archiv, Leipzig 1999 ISBN 3-933287-28-6 (Nachdruck eines Kapitels aus Das Christenthum und sein Urheber, 1864)

### Liriche
- Bettina. Gedichte aus Goethes Briefwechsel mit einem Kinde. 1837.
- Die Glorie der heiligen Jungfrau Maria. Legenden und Gedichte nach spanischen, italienischen, lateinischen und deutschen Relationen und Originalpoesieen. 1841. (Unter dem Pseudonym Eusebius Emmeran)
- Hafis. Eine Sammlung persischer Gedichte. 1846.
- Mahomed und sein Werk. Eine Sammlung orientalischer Gedichte. 1848.
- Frauenbilder und Huldigungen. 1853.
- Polydora. Ein weltpoetisches Liederbuch. 1855.
- Marianische Legenden und Gedichte. 1859.
- Schöne Seelen. Ein Legenden- und Novellensträußchen. 1862.

### Altri scritti
- Mitteilungen über Kaspar Hauser. Hrsg. und eingeleitet von Peter Tradowsky. Ungekürzter Nachdruck der 1832 in Nürnberg erschienenen Erstausgabe. Geering, Dornach 1983, ISBN 3-7235-0359-4.
- Über Thierquälerei und Thiermißhandlungen. Ein Gespräch, herausgegeben und vertheilt durch den Nürnberger Verein zur Verhütung der Thierquälerei. 1840 (anonym erschienen).
- Enthüllungen über Kaspar Hauser. Neudruck der Ausgabe 1859. Kaspar-Hauser-Verlag, Offenbach am Main 2004, ISBN 3-9806417-7-5.
- Kaspar Hauser. Sein Wesen, seine Unschuld. Hrsg. und eingeleitet von Peter Tradowsky. Ungekürzter Nachdruck der 1873 bei Coppenrath, Regensburg, erschienenen Ausgabe. Geering, Dornach 1984, ISBN 3-7235-0387-X.
- Kaspar Hauser speaks for himself. Kaspar's own writings. TWT, Whitby 1993, ISBN 1-897839-02-2.
- Georg Friedrich Daumer, Anselm von Feuerbach: Kaspar Hauser. Mit einem Bericht von Johannes Mayer und einem Essay von Jeffrey M. Masson. Eichborn, Frankfurt am Main 1995, ISBN 3-8218-4129-X